# Lindera communis
Lindera communis är en lagerväxtart som beskrevs av William Botting Hemsley. Lindera communis ingår i släktet Lindera och familjen lagerväxter. Inga underarter finns listade i Catalogue of Life.